# Steven Bauer
Steven Bauer (Havana, 2 december 1956) is een Cubaans-Amerikaans acteur, vooral bekend door zijn rol als Manny Ribera in de filmhit Scarface. Bauers personage is medeverantwoordelijk voor een groot deel van Tony Montana's groeiende waanzin in Scarface, maar zijn rustige houding en bewuste zwijgzaamheid maken van hem een vrij sympathieke sidekick voor Tony. Zijn spel bezorgde Bauer een nominatie voor de Golden Globe voor de beste mannelijke bijrol.
Na deze rol speelde Bauer bijrollen in soft-erotische jaren 90 pulp, actiefilms en misdaaddrama's voor televisie en bioscoop, inclusief films als Primal Fear en Traffic. Hij verscheen ook in het videospel Scarface: The World Is Yours, als drugsdealer The Sandman. Bauer werd later bekend als Don Eladio, het hoofd van het Juárez-Michoacánkartel in de serie Breaking Bad en de spin-off serie Better Call Saul.

## Jeugd
Bauer werd geboren als Esteban Ernesto Echevarria in Havana, als zoon van Lillian, een lerares, en Esteban Echevarria, een piloot die werkte voor Cubana Airlines. Bauers grootouders van moederskant waren Joodse vluchtelingen uit Duitsland. Zijn artiestennaam komt van zijn overgrootmoeder aan moederskant. Bauers ouders vluchten van Cuba naar Miami, Florida, op 4 juli 1960, na de Cubaanse revolutie. Hij wilde eerst muzikant worden, maar koos voor acteren op het Miami-Dade Community College. Hij stapte over naar de Universiteit van Miami, en speelde daar in het Jerry Herman Ring Theatre waar hij bevriend raakt met acteur Ray Liotta.

## Privéleven
Bauer trouwde met Melanie Griffith in september 1981. Ze kregen een zoon, Alexander Bauer, in 1985 en scheidden in 1987. Hij hertrouwde in 1989 met Ingrid Anderson. Hun zoon Dylan werd geboren in 1990. Zij scheidden in 1991. Een jaar later trouwde hij met Christiana Boney. Ook dat huwelijk hield geen stand.

## Filmografie

### Films
- Scarface (1983) – Manny Ribera
- Thief of Hearts (1984) – Scott Muller
- Running Scared (1986) – Det. Frank Sigliano
- Wildfire (1988) – Frank
- The Beast of War (1988) – Taj
- Gleaming the Cube (1989) – Al Lucero
- A Climate for Killing (1991) – Paul McGraw
- Raising Cain (1992) – Jack Dante
- Woman of Desire (1993) – Jonathan Ashby/Ted Ashby
- Snapdragon (1993) – David
- Terminal Voyage (1994) – Reese
- Improper Conduct (1994) – Sam
- Stranger by Night (1994) – Bobby Corcoran
- Codename: Silencer (1995) – Vinnie Rizzo
- Wild Side (1995) – Tony
- Primal Fear (1996) – Joey Pinero
- Navajo Blues (1996) – Nick Epps/John Cole
- Miami (1997)
- Kickboxing Academy (1997) – Carl
- The Blackout (1997) – Mickey's Studio Actor
- Plato's Run (1997) – Sam
- Star Portal (1998) – Dr. Ray Brady
- The Versace Murder (1998) – FBI Agent John Jacoby
- Naked Lies (1998) – Kevin Dowd
- El Grito (2000) – Ibarra
- Glory Glory (2000) – Jack
- Forever Lulu (2000) – Lou
- Rave (2000) – Antonio
- Traffic (2000) – Carlos Ayala
- Speed Limit (2001) – Jeff
- The Learning Curve (2001) – Mark York
- Malevolent (2002) – Capt. Greg Pruitt
- Masked and Anonymous (2003) – Edgar
- Nola (2003) – Leo
- Raptor Island (2004) – Azir
- Doing Hard Time (2004) – Det. Anthony Wade
- The Nowhere Man (2005)
- How the Garcia Girls Spent Their Summer (2005) – Victor Reyes
- Keeper of the Past (2005) – The Mayor
- Hitters Anonymous (2005) – Theodore Swan
- Pit Fighter (2005) – Manolo
- La fiesta del chivo (2005) – Viñas
- The Lost City (2005) – Castel
- Dead Lenny (2006) – Lenny Long
- Ladrones & Mentirosos (2006) – Oscar
- Natural Born Komics (2007)
- Kings of South Beach (2007) – Allie Boy
- The Last Sentinel (2007) – Drone Scientist
- Bulletface (2007) – Ned Walker
- Dark World (2008) – Rick
- Zenitram (2008) – Frank Ramírez
- Toxic (2008) – Conrad
- Mutants (2008) – Santiago
- I Didn't Know How I Was (2008) – Mr. Hernandez
- Behind Enemy Lines: Colombia (2009) – General Manuel Valez
- The Intruders (2009) – Michael Foster
- Venus & Vegas (2009) – Francis
- Charlie Valentine (2009) – Ferucci
- Raven (2009) – William
- Boyle Heights (2009) – Tino
- From Mexico with Love (2009) – Tito
- Shadows in Paradise (2010) – Agent Stubbs
- Fast Lane (2009) – Lt. Baynes
- A Numbers Game (2009) – Neal Black
- One in the Gun (2009) – Arthur
- Disarmed (2009) – Caine
- Camouflage (2009) – Bobby
- Suicide Dolls (2009) – Hank
- Promises (2009) – Detective Stevens
- Bulletface (2010) – Ned Walker
- Session (2010) – Jake Tellman

### Televisie
- ¿Qué pasa, U.S.A.? (televisieserie, 1977–1978) – Jose 'Joe' Peña
- From Here to Eternity (televisieserie, 1980) – Pvt. Ignacio Carmona
- Hill Street Blues (televisieserie, 1981) – Officer Fuentes
- She's in the Army Now (televisiefilm, 1981) – Nick Donato
- An Innocent Love (televisiefilm, 1982) – Duncan
- Alfred Hitchcock Presents (televisiefilm, 1985) – Gambler (segment "Man From The South")
- Sword of Gideon (televisiefilm, 1986) – Avner
- Tales from the Hollywood Hills: Natica Jackson (televisiefilm, 1987) – Tony Montoya
- Tales from the Hollywood Hills: A Table at Ciro's (televisiefilm, 1987) – Tony Montoya
- Drug Wars: The Camarena Story (miniserie, 1990) – Enrique 'Kiki' Camarena
- Wiseguy (televisieserie, 1990) – Michael Santana
- Sweet Poison (televisiefilm, 1991) – Bobby
- False Arrest (televisiefilm, 1991) – Det. Dan Ryan
- Drive Like Lightning (televisiefilm, 1992)
- Sisters and Other Strangers (televisiefilm, 1997) – Anthony Quintana
- Warm Texas Rain (televisiefilm, 2000) – Rush
- For Love or Country: The Arturo Sandoval Story (televisiefilm, 2000) – Angel
- Nash Bridges (televisieserie, 2001) – Lima (episode "Out of Miami")
- Boss of Bosses (televisiefilm, 2001) – Vito Genovese
- UC: Undercover (televisieserie, 2001) – Carlos Cortez
- King of Texas (televisiefilm, 2002) – Menchaca
- South Beach (televisieserie, 2006)
- Raptor Island 2: Raptor Planet (televisiefilm, 2007) – Captain Mace Carter
- Burn Notice (televisieserie, 2007) – Reyes
- Law & Order: Special Victims Unit (televisieserie, 2007) – Raphael Gardner
- Cold Case (televisieserie, 2009) – Osmany 'Oz' Leon
- American Dad! (televisieserie, 2009) – Jaramillo (stem)
- Mental (televisieserie, 2009) – Arturo's Father
- Breaking Bad (televisieserie, 2011) – Don Eladio
- Ray Donovan (televisieserie, 2013) – Avi
- Better Call Saul (televisieserie, 2017-2022) – Don Eladio

### Computerspel
- Scarface: The World Is Yours (2006) – The Sandman (stem)

- Bibsys: 4059325
- Biblioteca Nacional de España: XX1136642
- Bibliothèque nationale de France: cb13983000h (data)
- Catàleg d'autoritats de noms i títols de Catalunya: 981058572230506706
- Gemeinsame Normdatei: 1070293024
- International Standard Name Identifier: 0000 0001 0893 5482
- Library of Congress Control Number: n85138114
- Nationale Bibliotheek van Tsjechië: xx0167223
- Nationale Bibliotheek van Israël: 987007311562905171
- Nederlandse Thesaurus van Auteursnamen: 168710455
- SNAC: w6bd6vcm
- Système universitaire de documentation: 069949832
- Virtual International Authority File: 44493669
- WorldCat: E39PBJvt4FHBWjfQFcbXBQdmh3